# Francesca Ferlaino
Francesca Ferlaino   (Nàpols, 23 de desembre de 1977) és una física experimental italo-austríaca coneguda per les seves investigacions sobre matèria quàntica. És catedràtica de física a la Universitat d'Innsbruck.

## Biografia
Francesca Ferlaino va néixer a Nàpols (Itàlia). Des de 1996 fins al seu graduació el 2000, va estudiar a la Universitat de Nàpols Federico II. Originalment, volia estudiar filosofia, però després de visitar un professor, va decidir estudiar física, tot i que no tenia coneixements bàsics de ciències naturals. El curs 1999-2000, encara no graduada, ja va fer recerca a l'Escola Internacional d'Estudis Avançats (SISSA, de l'italià Scuola Internazionale Superiore di Studi Avanzati) de Trieste. Va fer els estudis de doctorat en física a la Universitat de Florència i al Laboratori Europeu d'Espectroscòpia No Lineal (LENS). El 2007 es va traslladar a la Universitat d'Innsbruck, a Àustria, com a investigadora i professora associada i va establir-hi el seu propi grup de recerca. El 2014 va ser nomenada catedràtica de física d'aquella universitat i directora d'investigació a l'Institut d' Optica Quàntica i Informació Quàntica (IQOQI) de l'Acadèmia de Ciències d'Àustria.

## Treball
La seva activitat investigadora explora fenòmens quàntics en gasos atòmics a temperatures molt baixes amb contribucions que abasten temes com la matèria quàntica d'àtoms i molècules i la física de pocs cossos i dispersió. En els últims anys, se centra específicament en els fortament magnètiques, i bastant inexplorades, erbi i disprosi espècies atòmiques, realitzant en primer lloc 2012 de l'món condensació de Bose-Einstein d'erbi, i en 2018 la primera barreja dipolar quàntica de erbi i disprosi. El 2019 va ser capaç de preparar el primer estat supersòlid de llarga vida, un estat esquivador i paradoxal on coexisteixen el flux de superfluids i la rigidesa cristal·lina. Amb aquests sistemes, va explorar una varietat de fenòmens quàntics de molts cossos dictats per la interacció dipolar de llarg abast i anisotròpica entre els àtoms.

## Premis i beques
El seu treball li ha valgut diversos premis, inclòs el Grand Prix de Physique "Cécile-DeWitt Morette / École de Physique des Houches" de l'Acadèmia Francesa de Ciències (2019), el premi Junior BEC (2019), el Premi Feltrinelli (2017) i el Premi Erwin Schrödinger (2017), el màxim guardó de l'Acadèmia de Ciències d'Àustria. A més, ha rebut una càtedra Alexander von Humboldt (2013), un START-Prize (2009) i dues subvencions ERC (a partir de 2010 i Consolidator 2016). Va ser escollida becària dels Estats Units Physical Society (APS) el 2019, després d'una nominació de la Divisió de Física Atòmica, Molecular i icalptica APS, "per a experiments innovadors sobre gasos quàntics dipolars d'àtoms d'erbi, inclosa la consecució de la degeneració quàntica de bosons i fermions, estudis sobre dispersió quàntica-caòtica, formació de gotes quàntiques i investigacions sobre l'espectre del rotó ".